# Schizoloma ovatum
Schizoloma ovatum là một loài thực vật có mạch trong họ Dennstaedtiaceae. Loài này được (J. Sm.) Copel. miêu tả khoa học đầu tiên năm 1906.